# Platylecanium cribrigerum
Platylecanium cribrigerum är en insektsart som först beskrevs av Cockerell och Robinson 1915.  Platylecanium cribrigerum ingår i släktet Platylecanium och familjen skålsköldlöss.
Artens utbredningsområde är Filippinerna. Inga underarter finns listade i Catalogue of Life.